# Karl-Erik Wahlberg
Karl-Erik Wahlberg   (Estocolm, 31 de març de 1874 - Estocolm, 1 d'agost de 1934) va ser un jugador de cúrling suec, que va competir a començaments del segle xx. El 1924 va prendre part en els Jocs Olímpics de Chamonix, on guanyà la medalla de plata en la competició de cúrling. El 1917 i 1934 guanyà el campionat nacional amb l'equip Stockholms CK.